# Bendungan (Grabag)
Bendungan is een bestuurslaag in het regentschap Purworejo van de provincie Midden-Java, Indonesië. Bendungan telt 945 inwoners (volkstelling 2010).